# Ambukha (Lolofitu Moi)
Ambukha is een bestuurslaag in het regentschap Nias Barat van de provincie Noord-Sumatra, Indonesië. Ambukha telt 1656 inwoners (volkstelling 2010).